# Bandidas
Pour plus de détails, voir Fiche technique et Distribution.
Bandidas est un film franco-américano-mexicain réalisé par Joachim Rønning et Espen Sandberg, sorti en 2006.

## Synopsis
Mexique, 1880. Un Américain de la New York Bank and Trust décide en toute impunité de construire une ligne de chemin de fer sur les terres mexicaines. Deux jeunes femmes, Sara et Maria, que tout oppose, vont s'unir afin de faire respecter la loi et de braquer des banques.

## Fiche technique
- Titre : Bandidas
- Réalisation : Joachim Rønning et Espen Sandberg
- Scénario : Luc Besson et Robert Mark Kamen
- Musique : Éric Serra
- Photographie : Thierry Arbogast
- Montage : Stéphanie Pedelacq et Frédéric Thoraval
- Décors : Denise Camargo
- Costumes : Olivier Bériot
- Production : Luc Besson, Jean-Michel Lacor et Ariel Zeitoun
- Société de production : EuropaCorp
- Société de distribution : 20th Century Fox
- Budget : 37 000 000 $
- Pays d'origine :  France,  Mexique,  États-Unis
- Langues originales : anglais, espagnol
- Format : couleur - 2,35:1 - Dolby Digital - 35 mm
- Genre : comédie, action, western
- Durée : 93 minutes
- Dates de sortie[1] :

 Belgique,  France : 18 janvier 2006
 États-Unis : 22 septembre 2006 (sortie limitée)

## Distribution

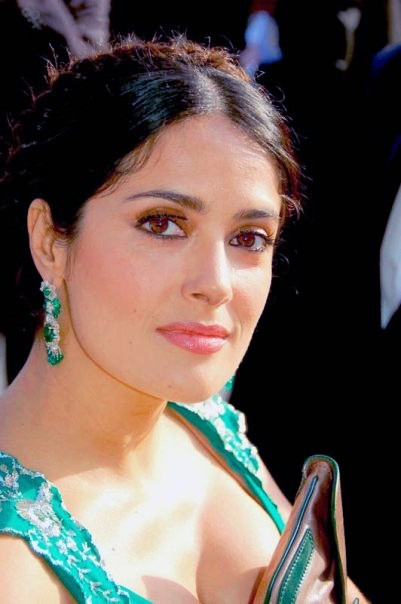
L'actrice Salma Hayek au Festival de Cannes 2007.

- Penélope Cruz (VF : Olivia Dalric) : Maria Alvarez
- Salma Hayek (VF : Valérie Karsenti) : Sara Sandoval
- Steve Zahn : Quentin
- Dwight Yoakam : Tyler Jackson
- Denis Arndt : Ashe
- Sam Shepard (VF : Georges Claisse) : Bill Buck
- Audra Blaser (VF : Laurence Frémont) : Clarissa Ashe
- Ismael 'East' Carlo : Don Diego
- Carlos Cervantes (VF : Enrique Carballido) : Pedro Alvarez
- José María Negri : Padre Pablo
- Lenny Zundel : Bernardo
- Edgar Vivar : Expl. Bank Manager
- Ernesto Gómez Cruz : Brujo
- Humberto Elizondo (VF : Laurent Claret) : Le Gouverneur

Société de doublage : Alter Ego

## Production

### Tournage
Le tournage s'est déroulé à Durango et San Luis Potosí, au Mexique.